# Bătălia de la Valea Albă
Bătălia de la Valea Albă a fost un eveniment important din istoria medievală a Moldovei. Bătălia a avut loc lângă Războieni sau Valea Albă (județul Neamț), la data de 26 iulie 1476, între o mică armată moldovenească sub comanda lui Ștefan cel Mare și armata invadatoare a Imperiului Otoman, condusă de însuși sultanul Mahomed al II-lea.
Turcilor li se alăturase și o oaste a voievodului Țării Românești, Basarab al III-lea cel Bătrân.

## Context istoric
Oastea lui Ștefan cel Mare era compusă din Oastea mică, denumită așa pentru că era compusă din cetele de pe moșiile boierilor și cetele de târgoveți, o oaste preponderent călare și relativ bine înarmată, care putea ajunge la un efectiv de 12-15.000 de oameni și Oastea Mare, care era compusă pe lângă oastea mică și din cetele de răzeși care nu erau la fel de bine înarmați, dar care putea ajunge pana la 40 - 50.000 de oameni. 
În primăvara anului 1476, la cererea sultanului Mehmed al II-lea el-Fatih Cuceritorul, cetele tătărești au invadat Moldova, aproximativ 15.000 de tătari înaintând din estul Moldovei către sud-vest, pentru a urmări o joncțiune cu trupele turcești. Ștefan cel Mare a pornit în primul rând împotriva tătarilor, cu întreaga sa oaste, și i-a înfrânt în dreptul localității Ștefănești (azi în județul Botoșani) de pe malul Prutului, scăpând astfel de un adversar extrem de incomod prin mobilitatea sa. Deși victoria lui Ștefan împotriva tătarilor este categorică, el este nevoit să elibereze din oastea sa mari cete de răzeși care cereau să fie lăsați să se întoarcă la vetrele lor pentru a vedea care au fost urmările invaziei tătărești asupra satelor lor. Astfel, lui Ștefan i-a rămas la dispoziție doar oastea mică, de aproximativ 12-15.000 de oameni, la care se adăugau cetele de răzeși din nordul Moldovei, ale căror gospodării rămăseseră neatinse de tătari. Cu aceasta oaste, Ștefan a hărțuit oastea otomană, atacând în principal cetele de cavalerie ușoară turcești (achingii) care conform tradiției asigurau prin jaf aprovizionarea armatei otomane cu nutreț și hrană.

## Desfășurarea bătăliei
Bătălia a fost începută de Ștefan cel Mare în jurul orei 3 după amiaza, când o parte din cavaleria moldovenească (aproape 4.000 de oameni) a atacat tabăra musulmană. Trebuie spus că un alt corp de oaste de aproximativ 1.000 de oameni a fost ascuns într-un pâlc de pădure, acest grup de călăreți având misiunea de a-i ataca din flanc pe cei care i-ar fi urmărit pe cei care deschideau lupta. 
Mahomed Cuceritorul, dorind să rezolve într-o singură bătălie decisivă soarta campaniei, ordonă riposta împotriva moldovenilor. Cei 4.000 de călăreți moldoveni sunt atacați și aceștia se retrag către Valea Pârâului Alb, vale ce fusese întărită pe ambii versanți cu trunchiuri de copaci, căruțe și tunuri pentru a se asigura o mai bună protecție a celor care urmau să se apere aici. Călăreții moldoveni se retrag urmăriți de cetele de achingii din Rumelia și Anatolia, iar turcii sunt prinși în focul încrucișat al tunurilor moldovenești și al trupelor de arcași și arbaletieri moldoveni. Mai mult, la această ambuscadă se adaugă și atacul din flanc și din spate al celor 1.000 de călăreți lăsați de Ștefan în pâlcul de pădure. Această acțiune a dus la decimarea și dezorganizarea totală a cavaleriei ușoare turcești. 
Pentru a reechilibra lupta, Mahomed a ordonat trupei de infanterie de elită de care dispunea (ienicerii) să atace pozițiile moldovene, dar aceștia, după aproape o oră petrecută sub tirul artileriei și arcașilor moldoveni, dau semne că se retrag. Atunci Mahomed a decis să se avânte personal în luptă alături de garda sa și de trupele de spahii (spahii erau nobilii turci, formând cavaleria de elită a Imperiului Otoman). Exemplul său a ridicat moralul ienicerilor și un al treilea val de atac s-a revărsat spre pozițiile moldovene. Apărarea moldoveană este străpunsă aproape de lăsarea serii. Ștefan a lăsat pe poziție un mic contingent din Oastea Mică ce avea rolul de a întârzia o eventuală angajare a cavaleriei turcești în urmărirea trupelor sale și la adăpostul întunericului se retrage. 
Armata moldoveană a fost învinsă, dar pierderile au fost foarte mari de ambele părți. Dacă turcii au pierdut aproape 30.000 de oameni, Ștefan a pierdut 11 boieri din Sfatul țării, iar aproape 1.000 de oameni care au acoperit retragerea moldovenilor au fost făcuți prizonieri. Cronicarii vremii au menționat că tot câmpul de luptă a fost acoperit de oasele celor căzuți, ceea ce reprezintă probabil o sursă a toponimului Valea Albă.

## Urmări
Ștefan cel Mare a fost nevoit să se retragă, împreună cu restul supraviețuitorilor, la garnizoanele sale de la Cetatea Neamțului, Cetatea Sucevei și Cetatea Hotinului. Mahomed Cuceritorul, având o armată care suferise pierderi însemnate, fără cavaleria ușoara care să asigure armatei aprovizionarea prin jaf cu alimente și nutreț și cu linii de comunicație întinse de la Dunăre pana la Cetatea Neamțului, este nevoit să se retragă din fața Oștii Mari a moldovenilor care se reunise în nordul Moldovei.